# Čudesan znak
Čudesan znak (lat. Admirabile signum), apostolsko pismo koje je potpisao papa Franjo u talijanskom gradu Grecciu na prvu nedjelju došašća 1. prosinca 2019. godine. Papa je tom prigodom bio u posjetu tamošnjemu franjevačkom svetištu.

## Sadržaj
Pismo je o značenju i važnosti božićnih jaslica. Pismo je predano u Grecciu, mjestu gdje je sv. Franjo Asiški izradio prve jaslice 1223. da bi istaknuo važnost Isusova rođenja. Papa je naglasio da se nada da će pismo biti poticaj da se u obiteljima, ali i na radnim mjestima, školama, bolnicama,zatvorima i gradskim trgovima očuva tradicija postavljanja jaslica, makar i ako se ta tradicija izgubila, jer ju se uvijek može iznova otkriti i oživjeti. U pismu razmatra o svakom elementu koji čini prikaz jaslica, podsjeća na podrijetlo jaslica i dr. Zaključuje ga podsjećajući da je bit jaslica ta da nam osobno progovaraju, a ne u tome kako su one posložene, odnosno da nas one uče u svakoj fazi našega života kako razmatrati o Isusu, kako iskusiti Božju ljubav za nas, kako osjećati i vjerovati da je Bog s nama i da smo mi s Njim.